# Baphia breteleriana
Baphia breteleriana là một loài thực vật có hoa trong họ Đậu. Loài này được Soladoye miêu tả khoa học đầu tiên.